# Selenops alemani
Espèce
Selenops alemani est une espèce d'araignées aranéomorphes de la famille des Selenopidae.

## Distribution
Cette espèce est endémique de Cuba.

## Description
Les femelles mesurent de 7,0 à 8,50 mm. Le mâle décrit par Alayón en 2005 mesure 6,10 mm et la femelle 7,40 mm.

## Publication originale
- Muma, 1953 : A study of the spider family Selenopidae in North America, Central America, and the West Indies. American Museum novitates, no 1619, p. 1-55 (texte intégral).